# Cattedrale di Santa Maria (Ciutadella de Menorca)
La cattedrale di Santa Maria (in spagnolo: Catedral de Santa María de Ciudadela) è la chiesa cattedrale della diocesi di Minorca, si trova nella città di Ciutadella de Menorca, in Spagna. Ha ricevuto il titolo di basilica minore nel 1953 da Pio XII.

## Storia
La chiesa, in stile gotico catalano, è stata costruita tra il XIII secolo e XIV per volere di Alfonso III d'Aragona, dopo la conquista dell'isola dai musulmani nel 1287. Sebbene Alfonso III ordinò la costruzione a soli 45 giorni dalla conquista della città, i lavori sono iniziati solo nel 1300 sotto il regno di Giacomo II e terminarono nel 1362. La cattedrale è stata costruita sopra una vecchia moschea, come testimoniato dagli archi del vecchio minareto presenti nel campanile.
Nel 1558 l'assalto dei Turchi ha causato la distruzione di arredi liturgici e l'indebolimento delle strutture. Così nel 1626 parte dell'edificio è crollato. Alla fine del XVI secolo è stata realizzata la cappella del Santissimo Sacramento, che, restaurata nel XVIII secolo, ha uno stile neoclassico. La Cappella delle Anime risale alla fine del XVII secolo, ed è in stile barocco.
La chiesa di Santa Maria di Cittadella ha subito grandi cambiamenti nel corso del XIX secolo, in particolare il rifacimento della facciata principale in stile neoclassico. Durante la guerra civile spagnola, nel 1936, la cattedrale fu saccheggiata dei mobili e del patrimonio documentario. Dopo la guerra ha subito una serie di restauri sotto la supervisione di Jaume Arnau Begur. Infine nel 1986 un processo di restauro interno ed esterno ha evidenziato le originali caratteristiche gotiche dell'edificio, accentuando lo spazio e la luce grazie a grandi finestre in stile gotico catalano.